# Sauzet (Gard)
Sauzet é uma comuna francesa na região administrativa de Occitânia, no departamento de Gard. Estende-se por uma área de 6,7 km². Em 2010 a comuna tinha 757 habitantes (densidade: 113 hab./km²).